# Hesperopilio
Genre
Hesperopilio est un genre d'opilions eupnois à l'appartenance familiale incertaine.

## Distribution
Les espèces de ce genre se rencontrent en Australie et au Chili.

## Liste des espèces
Selon World Catalogue of Opiliones (18/05/2021) :
- Hesperopilio magnificus Shultz & Cekalovic, 2006
- Hesperopilio mainae Shear, 1996

## Publication originale
- Shear, 1996 : « Hesperopilio mainae, a new genus and species of harvestman from Western Australia (Opiliones: Caddidae: Acropsopilioninae). » Records of the Western Australian Museum, vol. 17, no 4, p. 455-460 (texte intégral).